# NGC 6325
NGC 6325 is een bolvormige sterrenhoop in het sterrenbeeld Slangendrager. Het hemelobject werd op 24 mei 1835 ontdekt door de Britse astronoom John Herschel.

## Synoniemen
- GCL 58
- ESO 519-SC11